# Cas Cavallistes
El Cas Cavallistes (o Cas Ses Salines) fou un presumpte cas de corrupció urbanística que afectà dotze càrrecs municipals del Partit Popular de Mallorca, entre ells, l'exbatlessa de Felanitx Catalina Soler.
Entre els acusats hi havia 12 polítics del Partit Popular: quatre batles (Joan Rotger, de Selva; Miquel Vidal, de Santanyí; Joan Jaume Mulet, de Llucmajor; i Gabriel Matas, de Montuïri), un tinent de batle (Joan Rubert, d'Inca), cinc exbatles (Catalina Soler de Felanitx; Andreu Prohens, de Campos; Antoni Serra, de sa Pobla; Antoni del Olmo, de Santa Margalida; Joan Jaume Ramis, de Lloret de Vistalegre; a més de Sebastià Vidal, exbatle de ses Salines) i un exregidor (Joan Llabrés, de sa Pobla). Així mateix hi estaven imputats dos funcionaris municipals: Sebastià Escalas, zelador de ses Salines, i Sebastià Portell, secretari de l'Ajuntament de Campos.
El principal imputat en el cas era l'alcalde de Ses Salines, Sebastià Vidal Bonet, que estava acusat d'haver posat d'acord els càrrecs esmentats del PP per aconseguir certificats que l'Agrupació Cavallista de ses Salines havia actuat de manera regular als seus municipis des de mitjan anys noranta. Ara bé, com que aquesta entitat no fou creada de manera oficial fins a l'any 2001, la Fiscalia i les acusacions particulars sostenien que Sebastià Vidal havia induït els altres batles a emetre falsament els certificats per aconseguir que l'agrupació fos declarada d'interès general i d'aquesta manera poder legalitzar la seva seu social, que en realitat era un habitatge de l'exbatle construït en sòl rústic i, per tant, il·legal; però que el 20 de maig de 2005 va obtenir així de la Comissió d'Urbanisme del Consell Insular de Mallorca la declaració d'interès general. L'escàndol fou destapat pel periòdic Diario de Mallorca en la seva edició de 12 de juliol de 2005, i Sebastià Vidal dimití del càrrec de batle el 2 d'agost de 2005.

## Desenvolupament
El Consell de Mallorca exonerà el projecte del centre hípic promogut per l'agrupació cavallista de ses Salines i ubicat a una finca rústica del batle de ses Salines, Sebastià Vidal (PP), del compliment de paràmetres de parcel·la mínima, tot declarant el seu interès general. La finca de Vidal només tenia 8.500 metres quadrats i per legalitzar les edificacions, l'hauria d'ampliar a 14.000 metres quadrats. D'aquesta manera, el Consell declarà d'interès general l'edifici del club social i les quadres dels cavalls propietat del batle Sebastià Vidal, que aconsegueix així legalitzar-les definitivament, amb els informes favorables de la Conselleria de Medi Ambient, la d'Agricultura, la de Presidència i, finalment, la de Turisme. Tot i això, el Consell advertí que la planta baixa de l'edifici destinat a club social no podria destinar-se a usos que comportin habitatge, atès que només disposava d'una altura lliure de 2,10 metres. Sobre la legalització d'ambdues edificacions a sòl rústic arran de la concessió d'interès general, el batle Vidal va aclarir que "tot el conjunt és totalment legal i malgrat el que digui l'oposició, jo no visc en aquesta finca que només és per activitat esportiva". Les edificacions s'ubicaven a la finca de Na Fonda propera a Sa Vall. El conjunt s'articulava a partir d'un bloc de tres plantes de 322,26 metres quadrats i unes quadres de cavalls de més de 200 metres quadrats. A més, una de les construccions que acullia el local social per als cavallistes encara figurava amb el nom de la mare de l'exbatle saliner, Catalina Bonet. Destacà la celeritat amb què els quatre departaments del Govern amb competència sobre el projecte hípic, van emetre informes favorables sol·licitats pel club eqüestre el 9 de març. Agricultura va respondre el 21 del mateix mes; Presidència el 23; Turisme el 7 d'abril, i Medi Ambient el 15 d'abril. Un policia local, a una pregunta del Diari de Mallorca referida a on vivia l'alcalde va indicar que efectivament la casa de Vidal era Na Fonda. Altres veïns de la vila també es van referir al fet que el seu alcalde vivia a foravila.
Un mes després, es descobrí que diversos ajuntaments informaren a favor de les quadres. Així, un ple de l'Ajuntament de Felanitx revelà que el llavors batle de ses Salines obtingué l'interès general, en part, gràcies a la mediació de 10 ajuntaments llavors governats pel PP. Tot es destapà arran d'una pregunta del regidor del PSOE, Antoni Hernández Morales, a la llavors batlessa de Felanitx, Catalina Soler. El socialista demanà a Soler si havia signat un certificat com mentre l'Associació Cavallista de ses Salines havia desenvolupat des de 1995 diferents demostracions de doma a Felanitx. Aquest certificat es podria haver adjuntat a l'expedient per informar favorablement de l'interès general que atorgà el Consell de Mallorca de les quadres del batle Vidal com a seu del club hípic. A més, el regidor socialista Antoni Hernández demanà que el departament d'Intervenció de l'Ajuntament de Felanitx informés de totes les factures que s'havien pagat a l'esmentada associació des de l'any 1995 per les vegades que havien actuat al poble. Per la seva banda, la batlessa Catalina Soler negà que hagués signat cap certificat favorable a l'Associació Cavallista de ses Salines. Que simplement havia escrit un document a títol personal que deia que l'associació havia actuat a Felanitx en diferents ocasions, però sense validesa legal. D'altra banda, la Comissió Insular d'Urbanisme del Consell de Mallorca hagué de respondre les preguntes que realitzaren el PSOE i el PSM, que sol·licitaven l'aclariment de l'atorgament de l'interès general de les quadres.
Els tècnics del Consell de Mallorca que acudiren el 03 d'agost de 2005 a inspeccionar la casa i les quadres del batle de ses Salines, Sebastià Vidal, no pogueren accedir a la finca i foren "convidats" a anar-se'n per part d'un grup de persones. L'objectiu de la inspecció era determinar si la casa era emprada pel batle com a habitatge arran del recurs d'alçada presentat per PSM, PSOE i EU-EV a l'interès general, que legalitzà les quadres i la casa, concedit pel Consell de Mallorca. En cas que la inspecció del Consell revelés alguna irregularitat, com ara que el batle residia o hagués residit en l'habitatge, el Consell de Mallorca podria retirar-li l'interès general. En aquest cas, el procediment habitual seria obrir-li un expedient d'infracció urbanística.
Els 10 batles del PP que informaren a favor de l'interès general s'havien de reunir el 8 d'agost de 2005 a la seu del partit a Palma per fer un front comú entorn aquesta polèmica i alhora demanar explicacions al batle saliner. Els primers edils reclamaven explicacions a Vidal, ja que molts d'ells no sabien el perquè s'utilitzaria el document que avalà les actuacions. Els batles deien que se sentien enganats. D'altra banda, el 29 de juny el GOB presentà un recurs contra la declaració d'interès general de les quadres de l'Agrupació de Cavallistes. El recurs d'alçada contra l'acord de la Comissió Insular d'Urbanisme demanava l'anul·lació de l'esmentat acord i la seva suspensió immediata. Abans què se celebrés dita reunió, el llavors secretari general del partit, José María Rodríguez, decidí desconvocar-la davant del caire públic que havia pres la trobada.
El llavors batle de sa Pobla, Antoni Serra, s'autocriticà en el ple del 09 d'agost per emetre un certificat no vàlid referent a les actuacions que l'agrupació de cavallistes de ses Salines realitzà al municipi pobler teòricament des de l'any 1995. Fou el primer dels deu batles dels ajuntaments del PP, que va donar una explicació pública en un ple sobre la polèmica. La reprovació presentada pel portaveu dels Independents per Sa Pobla, Joan Comes, li exigia al batle explicacions sobre a petició de qui es va expedir el certificat per als cavallistes i si existia a l'Ajuntament registre d'entrada per aquesta sol·licitud. D'altra banda, Comes reclamà a Serra que li mostrés la còpia de l'informe tècnic favorable per a l'esmentat certificat. Davant aquest munt de preguntes al batle no li quedà més remei que admetre que s'havia equivocat i no havia actuat així com diu la llei en emetre un certificat sense registre de sortida i sense tenir un informe vàlid d'un tècnic. Per això va obrir una comissió d'investigació per aclarir els fets. Segons explicà Antoni Serra, ell mateix signà el certificat dia 6 d'agost de 2004 després que el seu regidor Joan Llabrés li digués que havia rebut una telefonada de Sebastià Vidal en la qual li demanà que l'Ajuntament emetés un certificat per aconseguir subvencions per als cavalls. Així, el batle signà aquest document sense disposar de cap informe tècnic. Per justificar la seva actuació l'equip de govern disposa d'una declaració jurada de la persona que organitza a sa Pobla els espectacles cavallistes en què especifica que Sebastià Vidal actuà amb un cavall en la Fira de Tardor de l'any 1997. A més, es disposa d'un vídeo en què es veu Vidal amb el seu cavall en la Fira. L'oposició qüestionà aquest vídeo de l'any 1997, ja que l'associació de cavallistes de ses Salines es donà d'alta el 20 de setembre de 2001 i en canvi el batle certificà que l'any 1995 els cavallistes ja realitzaven actuacions.
El llavors batle de Ses Salines, Sebastià Vidal (PP), per mitjà d'un comunicat de premsa, va justificar la declaració d'interès general de les seves quadres com a ús de l'Agrupació Cavallista local però va obviar totalment la legalització també de la seva casa gràcies a l'esmentat atorgament. L'Agrupació de Cavallistes de Ses Salines, també en un comunicat, informà que l'associació demanà l'interès general per a les quadres que es troben a la finca de la família Vidal per programar millor la pràctica en aquesta del seu únic objectiu que és l'equitació.
El PSOE de Ses Salines demanà que els interessos generals passessin pel ple municipal. Per altra part, el Butlletí Oficial de les Illes Balears publicà el 25 d'agost de 2005 mitjançant decret de batlia que el llavors batle, Sebastià Vidal, delegava en el tinent de batle, Rafel Serra Burguera, la tramitació i resolució de totes les actuacions relacionades amb l'expedient de declaració d'interès general per a la instal·lació d'un centre hípic a la parcel·la 21 del polígon 9 de ses Salines. A més, delegà en Serra l'execució de les actuacions que es consideressin necessàries en relació als recursos d'alçada interposats per PSOE, PSM, EU-EV i el GOB. Vidal justificà que la declaració d'interès general afectava una finca de propietat del batle i, per tant, procedia l'abstenció d'intervenció en l'expedient.
El llavors equip de govern de Santa Margalida (PP-CPU) defensà que fou l'únic dels ajuntaments del PP implicats en la trama per legalitzar el xalet del batle de ses Salines que no certificà sinó que simplement informà que els cavallistes havien actuat al seu municipi.
El llavors batle d'Inca, Pere Rotger (PP), va mantenir que el document que va signar el seu tinent de batle Joan Rubert, certificant que l'Agrupació Cavallista de ses Salines havia actuat de manera habitual en el municipi d'Inca des de l'any 1995, era vàlid perquè responia a fets vertaders i no hi havia cap falsedat en ell. Entre altres documents, aportà un vídeo de la participació de dos cavallistes en el Dijous Bo de 1995. Rotger digué que es tractava de Miquel Gelabert i Antoni Vidal, vicepresident i vocal, respectivament, de l'Agrupació Cavallista de ses Salines. Com a proves també s'aportaren les declaracions d'un extaxista d'Inca que afirmà haver transportat cavalls de ses Salines fins a Inca i la del president del Club Hípic Es Raiguer, confirmant la participació d'un cavallista de ses Salines a la inauguració de les instal·lacions.
L'Ajuntament de ses Salines, reunit el 28 de setembre de 2005 en ple presidit pel tinent de batle, Rafel Serra, donà compte de la renúncia a la batlia de Sebastià Vidal amb els vots a favor de l'equip de govern (PP, UM i SU), del Grup Mixt i l'abstenció del PSOE. Els socialistes s'abstingueren perquè els estranyava molt que haguessin de votar una dimissió.
El febrer de 2006, el Jutjat d'Instrucció número 8 de Palma va admetre a tràmit la querella presentada per Jaume Melis, un particular, contra onze batles del Partit Popular per un presumpte delicte de falsedat documental, en haver emès diferents documents que certificaven que l'Associació de Cavallistes de ses Salines havia actuat en els seus municipis. Els denunciats a la querella certificaren que l'esmentada associació cavallista havia actuat als seus municipis des de l'any 1995, quan realment no es constituí com a tal fins a l'any 2002. Sebastià Vidal utilitzà els certificats per presentar la seva casa com a seu de l'Associació Cavallista i obtenir així l'interès general del Consell. Els càrrecs públics denunciats per un ciutadà resident a Manacor l'anterior mes de desembre eren els batles populars Joan Rotger, de Selva; Andreu Prohens, de Campos; Miquel Vidal, de Santanyí; Antoni del Olmo, de Santa Margalida; Antoni Serra, de sa Pobla; Catalina Soler de Felanitx; Joan Jaume Ramis, de Lloret de Vistalegre; Gabriel Matas, de Montuïri; i el mateix Sebastià Vidal, exbatle de ses Salines. També hi havia implicats dos tinents de batle, Joan Rubert, d'Inca i Joan Jaume Mulet, de Llucmajor. La querella que va ser admesa a tràmit també incloïa una denúncia contra Sebastià Portell, el secretari municipal de Campos; i Sebastià Escalas, el zelador del mateix municipi de ses Salines, per negociacions prohibides en els seus càrrecs i falsedat documental respecte a certificats emesos per ells.
El PSOE es personà el 4 d'abril de 2006 al jutjat d'instrucció número 8 de Palma com a acusació particular en el cas ses Salines. Per altra banda, el mateix jutjat va enviar els exhorts que van ser remesos als jutjats de Manacor i Inca, per tal que també comencessin a cridar a declarar els altres imputats que pertanyien a aquests districtes judicials.
L'exbatle de ses Salines, Sebastià Vidal (PP), va declarar el 7 d'abril de 2006 davant del jutge que va demanar personalment a deu batles del seu partit certificacions que acreditassin la participació de l'Agrupació de Cavallistes del municipi, a la qual Vidal pertany, en diferents festes de l'Illa a fi d'aconseguir la declaració d'interès general per a una edificació en sòl rústic propietat de la seva família. Vidal va especificar que a cap d'aquests deu batles o tinents de batle els va explicar per a què necessitava aquestes certificacions. Vidal va declarar davant del titular del jutjat d'Instrucció número 8 de Palma, Antoni Rotger Cifre, per la denúncia presentada davant de les presumptes irregularitats d'aquestes certificacions. El mateix dia també van declarar Joan Jaume, tinent de batle de Llucmajor, i Sebastià Escales, zelador municipal de ses Salines. Els tres declarants van comparèixer acompanyats per l'advocat Rafael Perera. Van ser presents en les declaracions l'advocat de l'acusació particular Josep de Luis, i el fiscal anticorrupció, Joan Carrau. Vidal va entrar en contradicció amb la declaració de Joan Jaume, ja que aquest va assegurar que l'Agrupació de Cavallistes cobrava per actuar, la qual cosa l'exbatle de ses Salines va negar. Per la seva part, el zelador va explicar que en tan sols quatre hores va realitzar un informe sobre l'existència d'aquella edificació, si bé davant del jutge va dir que no sabia de qui era, fet que va causar l'estranyesa dels presents en la declaració, tractant-se d'un empleat municipal de 60 anys que ha viscut sempre a ses Salines. L'informe va ser sol·licitat per la mare de Vidal, usufructuària de la finca. En quatre hores, Escales va rebre del registre l'encàrrec de l'informe, va sortir de l'Ajuntament, va visitar la finca, va tornar, va consultar el seu expedient per si tenia alguna infracció urbanística i va fer l'informe. Així mateix, en l'informe va posar que l'edificació tenia més de 26 anys, basant-se en una fotografia antiga. Preguntat pel mètode, la resposta va ser "a dit". Per la seva part, Joan Jaume va assegurar que recordava perfectament actuacions de l'Agrupació de Cavallistes de ses Salines a les Fires de Llucmajor de 1999 i 2000, encara que va emetre el certificat a nom de l'Ajuntament.
El fiscal anticorrupció de les Balears va obrir diligències pel cas Cavallistes. El fiscal Joan Carrau remeté el 28 d'abril de 2006 un escrit al jutjat d'instrucció número 8 de Palma, on li requeria que sol·licités als ajuntaments implicats (Santanyí, Llucmajor, Lloret, Felanitx, sa Pobla, Inca, Santa Margalida, ses Salines, Selva, Montuïri i Campos) una certificació pel fedatari oficial de cada ajuntament en què es fes constar quins particulars o dades té aquell ajuntament sobre l'Agrupació de Cavallistes de ses Salines, com també que se certifiqués l'existència o no d'actuacions de cavallistes que essent de ses Salines actuaren a l'esmentat municipi encara que no utilitzessin el nom de l'agrupació.
El projecte que es feu servir l'any 2005 per demanar al Consell Insular de Mallorca la concessió de l'interès general, fou redactat per l'arquitecte Joan Serra Burguera, germà del llavors tinent de batle Rafel Serra Burguera, número 2 del PP saliner. El llavors tinent de batle, de fet, s'encarregà des de l'Ajuntament de ses Salines de signar tota la documentació per a la tramitació de l'interès general per a la casa de Vidal com si fos la seu de l'Agrupació de Cavallistes de ses Salines, i encarregà al seu germà la redacció d'un "Projecte bàsic i d'execució per a la construcció d'un centre hípic", a sòl rústic de la parcel·la 21 del polígon 9, quan realment allà es trobaven l'habitatge unifamiliar de dues plantes i unes quadres de Sebastià Vidal de forma irregular. L'arquitecte redactà així un extens projecte per demanar l'interès general, que justificava les construccions existents per convertir-se en la seu de l'Agrupació de Cavallistes de ses Salines. El projecte fou registrat a l'Ajuntament de ses Salines el 15 de febrer de 2005 i remès al Departament de Territori del Consell de Mallorca set dies després adjuntat a una sol·licitud signada pel seu germà, el tinent de batle Rafel Serra Burguera. En el projecte arquitectònic esmentat, al seu annex número 1, es varen incloure les certificacions dels ajuntaments del PP. Els certificats d'aquests ajuntaments que el germà de l'extinent de batle de ses Salines aportà al projecte arquitectònic es feren tots en un termini de 12 dies. Els dels ajuntaments de Campos i Llucmajor tenen signatura de dia 5 d'agost de 2004, mentre que la majoria (Lloret, Felanitx, sa Pobla, Inca i Santa Margalida) se signaren dia 6. Els documents de Santa Margalida, ses Salines i Selva portaven data del dia 11 mentre que el darrer, de l'Ajuntament de Santanyí, fou signat el 17 d'agost. Sobre el certificat de l'Ajuntament de ses Salines, el mateix Sebastià Vidal, aprofitant el càrrec de batle, signà el document on donava fe que l'Agrupació de Cavallistes de ses Salines havia actuat al seu municipi "en diverses exhibicions, demostracions i espectacles de doma, des de 1995, fins avui, de manera habitual".
El grup socialista al Consell de Mallorca reclamà que la Comissió Insular d'Urbanisme revoqués de manera definitiva l'interès general concedit el 20 de maig de 2005 per a la ubicació de la seu de l'Agrupació de Cavallistes de ses Salines.
Els aleshores batles de Campos, Felanitx, Montuïri i Santanyí declararen el 31 de maig de 2005 com a imputats per aquest cas als jutjats de Manacor. També es prengué declaració als secretaris dels ajuntaments de Campos i Santanyí. Però, tots els càrrecs públics del PP es refermaren amb les seves anteriors declaracions. Al·legaren que desconeixen la finalitat dels certificats per a unes quadres de l'Agrupació Cavallista de ses Salines que després serviren per avalar la legalització, per interès general, d'una casa a fora vila propietat de l'exbatle saliner Sebastià Vidal. Si Catalina Soler, de Felanitx, Miquel Vidal, de Santanyí, i Gabriel Matas, de Montuïri, afirmaren que fou Sebastià Vidal qui els demanà la redacció dels certificats; el cas de Campos és prou diferent. Segons les declaracions del secretari campaner, Sebastià Portell, fou Vidal qui ho demanà. Els imputats, per separat, afirmaren desconèixer si Vidal havia demanat a altres batles la redacció d'un certificat favorable a l'agrupació. Davant la similitud de tots els certificats emesos pels batles, només Catalina Soler reconegué que Vidal li passà per fax un escrit, com a model de certificat. Reconegué que el firmà i que ho feu per un abús de confiança per haver-li demanat un company, batle, i que era conscient que no ho hauria d'haver fet. Amb tot, els batles aportaren proves d'actuacions dels cavallistes de ses Salines, malgrat que certificaren actuacions abans que es constituís formalment l'esmentada agrupació.
Els aleshores batles del Partit Popular de sa Pobla i Lloret, Antoni Serra i Joan Jaume, respectivament, declararen un dia després al jutjat número 1 d'Inca com a imputats i manifestaren que als certificats que emeteren en nom dels seus ajuntaments hi havia errors. Així, després de la seva declaració el batle Antoni Serra digué que el primer problema administratiu era que el batle no podia certificar i la segona errada administrativa era que no havia sol·licitat els estatuts de l'agrupació de cavallistes. La tercera errada de la qual era que no tenien registre d'entrada i només de sortida. I és que igual que en la declaració del batle de Lloret, Antoni Serra assenyalà que la sol·licitud del certificat fou feta via telefònica. En el cas de sa Pobla, l'exbatle Sebastià Vidal parlà amb el regidor d'Agricultura, Joan Llabrés. L'advocat Parera afegí que no hi havia falsedat en els testimonis perquè ells no sabien per a què se'ls havia demanat aquest document. Per la seva part, l'advocat de l'acusació, Josep de Luis entenia que eren certificats essencialment falsos perquè aquesta agrupació no es constituí fins a l'any 2001, molts després de les suposades actuacions certificades.
L'advocat de l'acusació en la querella, Josep de Luis, demanà que es practiquessin més diligències i es cridessin més testimonis a partir del contingut de les declaracions que realitzaren els batles. Entre ells hi havia les persones que han ocupat el càrrec de regidor de Festes de l'Ajuntament de Santanyí des de l'any 1995 fins al 2004; Felipe Martín i Gabriel Tauler, persones que la batlessa de Felanitx senyalà com les encarregades de concertar les actuacions eqüestres al seu municipi. Per la mateixa raó, però citats pel batle de Montuïri, se sol·licità que declaressin Rafel Fullana, Jaume Bauzà i Mateo Fiol. L'acusació també reclama la declaració de l'empresari Jaume Rosselló, que els batles de Montuïri, Felanitx i Campos apuntaren com la persona encarregada de gestionar les actuacions dels cavallistes. Per acabar, es demana la declaració de l'arxivera de l'Ajuntament de Campos, el batle del qual es referí a ella com la persona que documentà les actuacions.
L'extercer tinent de batle i regidor de l'Ajuntament d'Inca, Joan Rubert, declarà el 15 de juny de 2006 al Jutjat d'Instrucció número 1 de la ciutat com a imputat. Cridà l'atenció la gran quantitat de llacunes que tingué en relació amb el cas. El regidor afirmà que no recordava si el certificat fou sol·licitat pel batle de ses Salines, Sebastià Vidal, i suposava que qualcú l'hi demanà, però no recordava qui. Sí que recordà, però, que el certificat el va signar ell i l'envià per fax la seva secretària, de qui només recordà el nom, però no els llinatges. Seguint la mateixa línia de la resta d'imputats, Rubert reconegué que l'any 2004 havia emès un certificat que corresponia a una realitat, és a dir, que l'Agrupació de Cavallistes de ses Salines havia actuat a la ciutat d'Inca amb motiu del Dijous Bo i altres vegades des de 1995, si bé hem de tenir en compte que l'entitat no es constituí fins a l'any 2001. En aquest sentit, el regidor explicà que es va assabentar per la premsa que l'Agrupació no estava constituïda el 1995. En el moment d'explicar per què signà el document, Rubert afirmà que va firmar el certificat perquè es pensava que es tractava d'un document per adjuntar al currículum de l'Agrupació, i en cap moment no va tenir constància de la seva vertadera finalitat. En la seva declaració, Rubert reconegué que havia comès alguns errors. Afirmà que era el primer certificat que signava i potser hauria d'haver fet constar en lloc de certificar el document, sense la signatura del secretari. Es valgué, doncs, de la suposada inexperiència per explicar l'absència de la signatura del secretari, incorrent així en una falta administrativa, ja que els batles i els regidors no poden certificar.
L'exbatle de Santa Margalida, Antoni del Olmo; i l'exbatle de Selva, Joan Rotger, declararen el 29 de juny de 2006 al jutjat d'Inca com a imputats. Tant del Olmo com Rotger asseguraren que la petició per emetre aquest document fou feta pel mateix Vidal via telefònica. Així, la sol·licitud de Vidal no passà pel registre d'entrada ni de sortida dels ajuntaments. Aquest fet coincidia amb totes les declaracions que fins al moment havien fet els altres batles que havien passat pel jutjat. Del Olmo fou l'únic que no certificà sinó que informà que els cavallistes havien actuat en el seu municipi. Segons l'advocat Rafel Perera, els dos batles desconeixien l'ús dels certificats. En la seva declaració, del Olmo assenyalà que el contingut del document l'hi suggerí el mateix Vidal. Alhora d'emetre l'informe del Olmo es fià de Vidal que li assegurà que els cavallistes havien actuat a Santa Margalida. A del Olmo li constava que hi hagué exhibicions de cavallistes al municipi, ja que així ho van declarar dues persones d'aquesta agrupació de forma voluntària davant el secretari municipal. Per la seva part, l'exbatle de Selva, que signà un certificat sense signatura del secretari municipal, digué a la sortida del jutjat que tenia coneixement de causa de les actuacions al seu municipi a càrrec de Vidal. Rotger restà importància al fet que emeté un certificat que no duia signatura del secretari.
El consell executiu del Consell de Mallorca acordà el 26 de juny de 2006 revocar l'interès general que en el seu moment es concedí a l'habitatge i unes quadres en sòl rústic de l'aleshores batle de ses Salines, Sebastià Vidal (PP).
L'exbatle de ses Salines, Sebastià Vidal, ja intentà legalitzar les seves quadres de la finca de na Fonda a principis de l'any 2004 com a magatzem agrícola destinat a l'ús d'una Societat Agrària de Transformació (SAT). El dia 12 de gener de 2004 s'enregistrà a la Sala un projecte bàsic per a la construcció d'un magatzem agrícola quan les quadres ja estaven construïdes. El promotor d'aquest projecte era una societat agrària de transformació domiciliada a Campos. Aquest expedient de llicència d'obres fou presentat en els jutjats com a prova rellevant perquè en ell hi apareix un plànol de situació on està grafiada una casa i es detalla que és una edificació existent "actualment destinada a habitatge". La importància d'aquest plànol rau en el fet que quan el Consell de Mallorca legalitzà les quadres i la casa de Vidal, via interès general, com a seu de l'associació de cavallistes de ses Salines, posà com a condició que l'edificació no podia ser destinada a habitatge. De fet, en les seves declaracions públiques fetes quan es va destapar aquest cas, Vidal assegurà de forma rotunda que no vivia a l'habitatge de la finca de na Fonda. També ho va mantenir davant el jutge. Aquest document s'afegí a l'informe que varen emetre els tècnics del Consell que inspeccionaren la finca de la Fonda que varen concloure que la casa era utilitzada com habitatge. En aquest sentit, l'informe detallà que la distribució i programa eren els propis d'un habitatge unifamiliar. Així mateix exposaven que hi havia un menjador amb xemeneia, cuina amb extractor de fums i un bany amb banyera. A més indicaven que l'edifici disposava d'electricitat, abastiment d'aigua, sanejament, aire condicionat i toma d'antena de televisió. D'altra banda, sembla que Vidal va desmuntar part del seu habitatge perquè en el moment de la inspecció, l'edifici no estava moblat. A la cuina no hi havia placa, ni pica de fregar ni gelera. Al bany de la primera planta no hi havia el lavabo ni les aixetes i en tot l'edifici mancaven les tapes dels interruptors de llum. El Consell obrí el pertinent expedient d'infracció urbanística que podia suposar una sanció econòmica i la demolició. Semblava que les edificacions eren il·legalitzables perquè la parcel·la només tenia quasi 7.000 metres quadrats quan la llei n'exigía el doble.
L'acusació popular que interposà la querella contra diversos càrrecs del PP pel cas Cavallistes va remetre un escrit al jutjat d'instrucció 8 de Palma demanant que dictés la interlocutòria que havia de permetre l'obertura del procés de presentació dels escrits de defensa i acusació, pas previ a la celebració de la vista oral del judici contra els imputats.
La Fiscalia Anticorrupció recordà al jutge d'instrucció 8 de Palma, Antoni Rotger, que el judici pel cas Cavallistes, no podria dur-se a terme en un jutjat ordinari, sinó que havia de ser enviat al Tribunal Superior de Justícia de Balears, l'únic tribunal de l'Arxipèlag competent per decidir la responsabilitat penal de Catalina Soler, donada la seva condició d'aforada com a diputada del PP al Parlament balear en aquell moment. Malgrat que la legislació no preveia específicament què s'havia de fer quan hi hagués altres persones no aforades imputades en la mateixa causa, el TSJIB assumí la deliberació de les responsabilitats penals de tots els càrrecs del PP i dels dos funcionaris presumptament implicats en el cas, ja que si no fos així, al final del procés podrien publicar-se sentències contradictòries.
L'acusació popular en el cas Cavallistes, exercida per Jaume Melis, va presentar el 25 de gener de 2008 al Jutjat d'Instrucció 8 de Palma un escrit sol·licitant 126 anys de presó per als onze dirigents del PP que hi estaven imputats. D'aquests 126 anys de presó, l'acusació en demanà 66 per a Vidal, 60 com a inductor de deu delictes de falsedat en document oficial i 6 més com a autor d'un delicte de falsedat en document oficial. Els altres imputats eren Sebastià Escalas, Miquel Vidal, Joan C. Jaume Mulet, Joan Jaume Ramis, Catalina Soler, Antoni Serra, Joan Rubert, Antoni del Olmo, Joan Rotger i Gabriel Matas, Andreu Prohens i Sebastiá Portell. Per a aquests dos darrers, l'acusació demanà 2 anys de suspensió com a autors de sengles delictes de falsedat. El jutge hagué de decidir si admetia la petició de la Fiscalia que s'inhibís, perquè passés al Tribunal Superior de Justícia de Balears, donada la condició d'aforada de Catalina Soler, aleshores batlessa de Felanitx i diputada en el Parlament.
El jutge instructor del cas Cavallistes, Antoni Rotger, envià el 2 d'abril de 2008 un acte a la Sala Civil i Penal del Tribunal Superior de Justícia de Balears per demanar que es posicionés sobre el futur penal de la llavors batlessa de Felanitx i diputada al Parlament, Catalina Soler, imputada pel presumpte cas de corrupció i falsificació de documents públics. Fins en aquell moment, Catalina Soler va seguir el mateix procés que la resta d'imputats, però la Fiscalia Anticorrupció recordà al gener que un jutjat ordinari no pot obrir cap judici ni inculpar-la mentre fos aforada, donada la seva condició de diputada al Parlament de les Illes Balears. El jutge feu la consulta al Parlament i envià el cas al Tribunal Superior, que havia de prendre alguna de les següents decisions: exculpar Soler, quedar-se amb tot el cas, o quedar-se, només, amb el procés contra la diputada popular i deixar que un jutjat ordinari processàs la resta d'inculpats.
El jutge instructor del cas Cavallistes, Antoni Rotger, assegurà en un acte oficial remès al Tribunal Superior de Justícia de les Illes Balears que la falsedat en la narració dels fets en un document oficial o certificat expedit per la diputada i batlessa de Felanitx, Catalina Soler, era patent en aquell moment processal. El jutge Rotger es dirigí a la sala Civil i Penal del TSJIB per demanar qui és que tenia competències per inculpar l'exbatlessa de Felanitx. Ella era l'única diputada i, per tant, el seu cas havia de ser consultat al TSJIB. En el document, el jutge considerà indiciàriament acreditat que el principal acusat, el batle de ses Salines, Sebastià Vidal, utilitzà documents falsos de deu ajuntaments de Mallorca per legalitzar dues edificacions privades que havia construït de manera irregular sobre una parcel·la rústica. Els consistoris haurien certificat l'existència de l'Agrupació Cavallista de ses Salines per tal de declarar l'interès públic de les edificacions del batle Sebastià Vidal, segons les investigacions que va dirigir el jutge.
La Sala Civil i Penal del Tribunal Superior de Justícia de les Illes Balears anuncià el 16 d'abril de 2006 que es faria càrrec del cas Cavallistes per la imputació en la causa d'una persona aforada, la llavors batlessa de Felanitx i diputada del Parlament balear, Catalina Soler. El TSJIB també informà que el jutge Antoni Monserrat seria l'instructor del cas, mentre que el magistrat Antoni Federico Capó seria el ponent de la causa. El nomenament de Monserrat com a instructor del cas tenia certa rellevància, ja que es tractava d'un magistrat lligat al Partit Popular, la formació política que el proposà com a membre del TSJIB, i en el cas Cavallistes estaven imputats 11 càrrecs locals del PP acusats de falsedat documental. Com a membre de l'Alt Tribunal, Monserrat fou també l'instructor del Cas Formentera, la causa contra l'expresident del Govern, Jaume Matas, i Rosa Estaràs, que quedà arxivada després que el magistrat així ho sol·licitàs davant la Sala Civil i Penal del TSJIB. Fonts oficials del Tribunal Superior indicaren que el jutge Antoni Monserrat instruiria el cas Cavallistes perquè toca a qui li toca, segons una ordre establerta amb antelació, i negaren qualsevol criteri arbitrari en l'elecció d'aquest magistrat entre els altres dos de possibles. Les mateixes fonts recordaren que era casualitat que es tractés del mateix jutge que va instruir el cas Formentera. El misser de l'acusació particular digué que entenia que el jutge Antoni Monserrat podria plantejar-se la possibilitat d'abstenir-se en el cas Cavallistes.
El magistrat del TSJIB Antoni Monserrat, instructor del cas Cavallistes, va cridar a declarar com a imputat l'exregidor d'Agricultura del PP a sa Pobla, Joan Llabrés, que esdevenia el dotzè càrrec o excàrrec del PP acusat en aquest cas de presumpta corrupció urbanística. El jutge Monserrat també va cridar a declarar un nou testimoni, el torero a cavall d'Inca Jaume Rosselló, germà de l'exregidora de Cultura i exdirectora general del Govern del PP, Joana Rosselló. Fonts jurídiques internes del cas asseguraren que la decisió del jutge de culpar l'exregidor de sa Pobla i el torero a cavall d'Inca va ser exclusivament seva, sense que la defensa de cap imputat ni l'acusació fiscal o particular ho haguessin demanat. L'exregidor assegurà al jutge instructor, Antoni Monserrat, que ell no elaborà el certificat emès pel consistori, sinó que es limità a encarregar-lo a un funcionari després que l'exbatle pobler, Antoni Serra, li ho ordenàs. L'exregidor d'Agricultura recordà que el presumpte fals certificat s'originà arran d'una trucada personal del batle de ses Salines, Sebastià Vidal, el principal imputat. El fiscal Anticorrupció, Joan Carrau, i el misser de l'acusació particular, Josep de Luis, s'interessaren per l'origen del document que certifica que l'Agrupació Cavallista de ses Salines existia des de 1995, malgrat que està legalitzada des del 2001, i que havia actuat a les fires i festes de sa Pobla en diverses ocasions. Llabrés reconegué que el document, signat per l'exbatle Serra, no tenia com a destinatària la suposada agrupació cavallista, sinó que es feia per lliurar-lo personalment a l'exbatle de ses Salines, que l'havia demanat sota el pretext de voler regularitzar l'associació. L'exregidor d'Agricultura negà tota responsabilitat sobre el contingut del certificat, que carregà sobre Sebastià Vidal, sobre Antoni Serra o bé sobre el mateix funcionari que hauria redactat el document. Llabrés també va reconèixer que en el Fons Local que consultà arran de la petició de l'exbatle de ses Salines no hi havia cap document escrit ni gràfic que certificàs que l'Agrupació Cavallista de ses Salines havia actuat a sa Pobla des de 1995. Tanmateix, digué, l'exbatle Sebastià Vidal sí que figura en espectacles amb cavalls a fires i festes de sa Pobla, tal com consta en un vídeo i altres documents gràfics. A preguntes del misser Josep de Luis, l'exregidor va admetre que només era regidor d'Agricultura i Manteniment de sa Pobla, però assegurà que com que era l'únic càrrec polític que treballava a temps complet li feien encàrrecs de tot tipus, com aquest que pertocaria a altres càrrecs polítics. També declarà un testimoni del cas Cavallistes, Jaume Rosselló, un dels més actius organitzadors d'espectacles cavallistes a Mallorca. Rosselló va assegurar que, malgrat no conèixer l'existència de l'Agrupació Cavallista de ses Salines, sí que va organitzar molts espectacles de cavallistes de ses Salines en els quals també participava l'exbatle Sebastià Vidal.
La Sala Civil i Penal del Tribunal Superior de Justícia de les Illes Balears (TSJIB) va obrir les portes a la possible celebració del judici del cas Cavallistes. El magistrat instructor del cas, Antoni Monserrat, va dictar el 27 de maig de 2008 un acte perquè en el termini de deu dies es presentessin els escrits d'acusació o d'arxivament de la causa per part de les acusacions fiscal i popular. Un cop presentat l'escrit d'acusació havien de ser els missers defensors dels imputats els qui presentessin els seus escrits. En l'acte del magistrat Monserrat, l'alt tribunal considera que hi ha prou indicis per a imputar delictes de falsedat documental a 11 càrrecs o excàrrecs locals de l PP (entre batles i tinents de batle).
Finalment, el jutge instructor del cas Cavallistes, Antoni Monserrat, va dictar l'obertura del judici oral contra els dotze càrrecs o excàrrecs locals del PP i els dos funcionaris imputats en la causa. Els exigí que paguessin una sèrie de fiances que en total ascendien a 314.000 euros. El jutge de la Sala Civil i Penal del TSJIB va imposar la fiança més alta al principal acusat del cas, l'exbatle de ses Salines Sebastià Vidal, que hagué d'abonar 60.000 €. Un dels dos funcionaris imputats, Sebastià Portell, hagué de pagar la quantitat més baixa, 14.000 €. I la resta d'acusats hagueren de fer front a una fiança de 20.000 €. L'acte judicial de Monserrat estava acompanyat per l'escrit d'acusació del fiscal Anticorrupció Juan Carrau que demanà sis anys de presó per a l'exbatle saliner, Sebastià Vidal, com a autor d'un delicte de falsedat documental i inductor d'uns altres deu. La Fiscalia també sol·licità per a ell sis anys d'inhabilitació per exercir càrrecs públics i una pena de multa de 36.000 euros. El fiscal Anticorrupció també considerà autors d'un delicte de falsedat documental l'exbatle de Campos, Andreu Prohens (tres anys), l'exzelador de ses Salines, Sebastià Portell (quatre anys de presó) i el secretari de l'Ajuntament de Campos, Sebastià Escalas (quatre anys). Per a aquests tres, la Fiscalia demanà multes que oscil·laven entre els 3.000 i els 6.000 euros i la inhabilitació per a càrrecs públics durant cinc anys. Per a la resta d'imputats, la Fiscalia sol·licità una inhabilitació de nou mesos i multes de 6.000 euros, ja que els considerà autors dels delcites, però per imprudència i no com a responsables. D'altra banda, les acusacions populars del cas Cavallistes sol·licitaren penes de presó per a tots els acusats al TSJB. Només per a Vidal demanaven 60 anys de privació de llibertat. El magistrat Monserrat va donar als missers dels acusats un termini de deu dies per presentar els escrits de defensa. Llavors, es procediria a assenyalar la data concreta per celebrar el judici.
L'exbatle de ses Salines, Sebastià Vidal (PP), va presentar un aval bancari de devers 300.000 euros per tal de cobrir la seva possible responsabilitat civil i la dels altres onze càrrecs del PP imputats en el cas Cavallistes. Les úniques dues persones que no van ser avalades per l'exbatle de ses Salines eren els dos funcionaris imputats, que no tenien relació directa amb el Partit Popular. Tanmateix, les seves fiances van ser cobertes pels ajuntaments respectius. Un és l'exzelador de ses Salines, Sebastià Portell, i l'altre és el secretari del consistori de Campos, Sebastià Escalas.
El Consell Insular de Mallorca va anunciar que assumiria la demolició de la casa il·legal de l'exbatle de ses Salines Sebastià Vidal als terrenys de Na Fonda. Aquesta edificació va esdevenir l'origen d'aquesta trama. Segons fonts de la institució insular, el Consell s'hagué de responsabilitzar de les despeses de l'enderrocament perquè l'Ajuntament de ses Salines no va contestar a les dues notificacions en què se'ls sol·licitava executar l'esfondrament de l'habitatge de Vidal pel seu compte. Amb la legislació a la mà, si un Consistori fa cas omís d'una demolició en dues ocasions, ha de ser la institució insular qui ha d'assumir els costos i dur a terme l'ordre d'enderroc.

## Judici
El judici es dugué a termé els tres primers dies de desembre de 2008. En total foren prop de 50 persones les que passaren pel TSJIB, de les quals 12 són del municipi saliner. Així, dia 1 de desembre a les 9.30 hores del matí s'interrogà els següents acusats: l'exbatle Sebastià Vidal; l'actual zelador municipal, Sebastià Escalas; l'exbatle de Campos Andreu Prohens; el secretari de l'Ajuntament de Campos, Sebastià Portell; el batle en funcions de Llucmajor, Joan Jaume (PP); l'exbatle de Santanyí Miquel Vidal (PP); l'exbatlessa de Felanitx i diputada Catalina Soler (PP); l'exbatle de sa Pobla Antoni Serra (PP); exregidor del PP de sa Pobla Joan Llabrés; el tinent de batle d'Inca Joan Rubert (PP); l'exbatle de Santa Margalida Antoni del Olmo (PP); el batle de Selva Joan Rotger; i el batle de Montuïri, Gabriel Matas (PP). Dies 2 i 3 es prengué declaracions dels 35 testimonis. Dia 2 a partir de les 9.30 hores passaren pel jutjat la mare de Sebastià Vidal, Catalina Bonet, i els saliners Miquel Gelabert, Joan Quetglas, Miquel Rigo, Joan Serra i Antoni Vidal, amb la registradora de l'Ajuntament de Campos Beatriz Zamorano, Adriana Pousa, Pedro Trobat, Jaume Rosselló i Jaume Aguiló. En el torn de l'horabaixa, Cristòfol Barceló; Jaume Bauzà (PP), tinent de batle de Montuïri; Mateu Fiol; Rafel Fullana, i Apol·lònia Gost. Dia 3 de matí: Bartomeu Llinàs; Joan Marquès; Jaume Mora; Antonio Regis, Simón Riera; el batle d'Inca, Pere Rotger (PP); Pere Seguí; Llorenç Vallcaneras; Miquel Vallcaneras; Joana Maria Xamena, i Joan Serra Pons. L'horabaixa: Gregori Suau, Miquel Contestí, Bartomeu Bonet, Felipe Martín i el batle de Felanitx, Gabriel Tauler (PP).
Ja en el judici, tots els inculpats, també dos funcionaris desvinculats del PP, reconegueren la seva signatura o autoria sobre els certificats emesos en favor de Vidal, qui els utilitzà per legalitzar una construcció en sòl rústic. Els acusats, però, coincidiren a dir que desconeixien la finalitat dels certificats i adoptaren sovint una actitud de suposada ignorància i incultura general, com fou el cas del batle de Santanyí, Miquel Vidal, l'exbatle de Campos Andreu Prohens, el batle en funcions de Llucmajor, Joan Jaume Mulet, i l'exbatle de Lloret Joan Jaume Ramis. En canvi, els imputats amb estudis universitaris i càrrecs més importants, com la diputada Catalina Soler i el batle de Selva, Joan Rotger, adoptaren una posició més lúcida i aprofitaren la tribuna judicial per carregar lleument contra el principal acusat. L'exbatle de sa Pobla (metge de professió) Antoni Serra afirmà que no recordava haver signat el certificat, però reconegué la seva signatura. Tots els acusats insistiren al tribunal que, malgrat no tenir gairebé proves documentals, sabien per experiència pròpia que els cavallistes de ses Salines actuaven durant els 90 als seus pobles. Tanmateix, el Ministeri Fiscal i les acusacions populars insistiren, per activa i per passiva, que el quid de la qüestió no estava en si veïns de ses Salines muntaven a cavall, sinó en la falsa existència abans del 1995 de l'Agrupació Cavallista de ses Salines, legalment constituïda el 2001. De fet, fiscal i acusacions evidenciaren que tots els certificats eren idèntics i desmuntaren així la versió d'alguns imputats que asseguraren haver utilitzat el concepte "agrupació" per casualitat. L'únic certificat que dissentia en aquest sentit era el del batle de Montuïri, Gabriel Matas, qui assegurà que actualment tornaria a signar el certificat, sense matisos, a diferència de la majoria d'acusats. Quant als altres dos membres del PP acusats, Antoni del Olmo (exbatle de Santa Margalida) reconegué haver firmat el certificat, però no recordava per què parlà d'una "agrupació". I l'exregidor de sa Pobla Joan Llabrés adoptà també l'actitud de la ignorància. El mateix dia també declararen el zelador de ses Salines Sebastià Escalas i el secretari de Campos Sebastià Portell, la declaració dels quals no es desvià del guió popular.
El principal imputat pel cas Cavallistes, Sebastià Vidal, exbatle de ses Salines, declarà davant el jutge que l'any 2001 va legalitzar l'Agrupació de Cavallistes de ses Salines "perquè si no, potser avui se'ns acusaria de no haver-ho fet". "Havíem de començar a fer les coses com Déu mana", expressà Vidal, recordant que l'associació actuava des d'abans de 1995. Vidal manifestà que, com a batle, signà el document que certificava que els cavallistes del seu municipi realitzaven les activitats des de principi dels anys 90 perquè li ho demanà el president de l'agrupació. Preguntat per un dels missers de l'acusació particular, Josep de Luis, Vidal reconegué que als 90 ja fracassà en un intent de legalitzar la seva casa a través d'una societat agrària de transformació a la qual havia llogat la finca. Aquesta finca havia estat construïda de manera il·legal sobre sòl rústic i, posteriorment, fou convertida en la seu de l'Agrupació de Cavallistes. L'exbatle saliner explicà que abans l'associació utilitzava un bar com a lloc de trobada, però que en assemblea aprovaren que fos la seva finca perquè era l'única que reunia les condicions necessàries: tenia quadres, molins i espai per fer-hi torrades. El principal acusat en la causa feu un gest als seus companys imputats, als quals demanà perdó per haver-los portat a aquesta situació, però negà haver mentit a ningú.
Joan Serra, l'arquitecte que elaborà el projecte per declarar d'interès general la finca propietat de l'exbatle de ses Salines Sebastià Vidal, on l'Agrupació de Cavallistes tenia la seva seu social, admeté al judici que l'immoble podia ser qualificat d'habitatge. Amb el seu testimoni reforçà la declaració realitzada per dos tècnics del Consell de Mallorca que asseguraren que als terrenys de Vidal hi havia un habitatge. L'arquitecte, testimoni principal de la segona jornada del judici del cas Cavallistes, assegurà davant el tribunal que amb l'interès general només es pretenia legalitzar les quadres que hi ha a la finca de Vidal, si bé s'hi incloïen algunes reformes per adequar el xalet com a seu social dels cavallistes, com ara esbucar-ne qualque paret per ampliar les sales i l'eliminació de les barreres arquitectòniques. Serra, a més, afegí que se li havia facilitat un certificat emès per l'Ajuntament de ses Salines que assegurava que, en el cas que cap de les intervencions realitzades a l'edifici constituís una infracció, aquesta hauria prescrit. Aquestes declaracions, però, foren posades en dubte per l'acusació. En primer lloc, el fiscal Ladislao Roig demanà què era l'immoble si calia adequar-lo com a seu social de l'Agrupació. Després, l'advocat de l'acusació particular, Josep de Luis, feu que Serra reconegués que les reformes realitzades al xalet de Vidal no tindrien més de deu anys, amb la qual cosa no haurien prescrit les possibles infraccion comeses.
En la sessió del matí, declararen dos tècnics del Consell de Mallorca que, l'agost de 2005, inspeccionaren dos pics la finca de Sebastià Vidal a instàncies dels serveis jurídics de la institució insular. D'una banda, Adriana Pousa declarà que de fora de la finca es veia que hi havia dues edificacions, una de les quals semblava una casa, cosa no permesa en sòl rústic. Quan els inspectors accediren a l'interior del xalet, hi constataren l'existència de dormitoris, cuina, lavabos, bugaderia i menjadors. Fins i tot tenia antena de televisió. L'altre tècnic, Pere Trobat, manifestà que la planta baixa de l'habitatge podria tenir devers 20 anys, però la de dalt només prop de 10. De fet, Trobat afegí que els acabats de la casa eren bastant recents. Aquestes xifres són importants perquè Sebastià Escalas, zelador de l'Ajuntament de ses Salines i un dels imputats principals del cas, emeté un informe d'antiguitat que assegurava que l'immoble tenia més de 26 anys.
Dels 14 testimonis que passaren pel Tribunal Superior de Justícia de les Illes Balears, fou destacat el de l'arxivera municipal de Campos, Beatriu Zamorano. No debades, dos dels principals imputats en aquesta causa són l'exbatle de la localitat, Andreu Prohens, i el secretari municipal, Sebastià Portell, que s'enfrontaven a tres i a quatre anys de presó, respectivament. Zamorano explicà que Portell li havia demanat que cercàs informació sobre les actuacions dels cavallistes de ses Salines a Campos. L'arxivera trobà imatges emmagatzemades al fons fotogràfic. En algunes d'elles reconegué el saliner i en altres fotografies fou el secretari qui li digué que hi apareixien. El que Zamorano no trobà a l'arxiu fou cap contracte entre l'Ajuntament i els cavallistes de ses Salines. Després de la cerca d'informació sobre els cavallistes, l'Ajuntament emeté el 2004 un document que certificava que l'Agrupació Cavallista de ses Salines havia actuat diverses vegades a Campos des de 1995. Dos anys després, el 2006, des del jutjat exigiren que s'espeficàs si el col·lectiu que havia actuat des de 1995 a Campos era realment l'Agrupació Cavallista de ses Salines. Zamorano informà que, amb aquest nom concret, no constava que cap grup organitzat hagués realitzat cap exhibició al municipi de Campos, i llavors fou expedit un certificat negatiu. Amb la seva declaració l'arxivera apuntà cap al secretari, Sebastià Portell, que hauria redactat el document fals tot i saber que no es tenia constància que cap entitat amb el nom que apareix al primer certificat actuàs a Campos. Zamorano, que treballa a l'Arxiu Municipal de Campos des de l'any 1999, també declarà que en aquest afer mai no havia parlat amb l'aleshores batle del municipi, l'acusat Andreu Prohens.
Fins a quatre membres de l'Agrupació Cavallista de ses Salines declararen també en el judici. El primer a declarar fou Miquel Gelabert, qui assegurà que ell sempre es va referir al col·lectiu de genets com a Agrupació Cavallista de ses Salines. Però a preguntes del fiscal, acabà reconeixent que no recordava com els havien presentat a tots els llocs on havien actuat. A Gelabert el va seguir el president del col·lectiu entre 2004 i 2008, Joan Quetglas. Membre des de 2003, Quetglas explicà que digueren a l'arquitecte Joan Serra que volien fer un club a la propietat de Sebastià Vidal, i que Serra els respongué que seria bo acreditar que hi realitzaven les seves activitats. "I jo ho vaig dir a Vidal", va afegir. Els altres dos cavallistes declararen en un sentit semblant al de l'exbatle el dia anterior. Cap dels quatre cavallistes no havia sentit mai a parlar de la Societat Agrària de Transformació a què Vidal llogà la finca.
També passaren pel TSJIB Jaume Aguiló i Jaume Rosselló, els quals havien contractat en el passat els cavallistes de ses Salines perquè actuassin a sa Pobla i a Inca, respectivament. Aguiló va manifestar que mai no va utilitzar la paraula "agrupació" i que va fer veure uns vídeos a Joan Llabrés, exregidor de sa Pobla, per comprovar si havien actuat al municipi. Per la seva banda, Jaume Rosselló declarà que ell mai no es preocupà pel nom dels cavallistes de ses Salines, sinó perquè ho fessin bé, i va afegir que no tenia una realció formal amb l'Agrupació.
Durant la tercera sessió, dia 3, dels 17 testimonis que estaven citats a declarar, només en testificaren nou, ja que les defenses renunciaren a molts d'ells. Vinguts d'Inca, Caimari i Lloret de Vistalegre (d'on són alguns dels imputats), les seves declaracions no duraren més de 10 minuts i no resultaren decisives.
La sentència del cas en primera instància fou dictada pel TSJIB el 15 de desembre de 2008, el ponent de la qual fou el magistrat Antoni Capó. La decisió judicial considera, en primer terme, que no era objecte d'aquest judici el fet que la declaració d'interès general fos correcta o no, o si l'edificació era o no legal. Centrant-se en la suposada falsedat documental, el tribunal troba que el contingut dels certificats que signaren els batles no altera l'essència de la realitat a què fan referència, ja que l'Agrupació Cavallista venia actuant, de manera informal, des d'abans de la seva constitució legal. Per als magistrats resta clar que cap dels acusats no volgué modificar la veritat i que tots ells tenien consciència que el grup de cavallistes de ses Salines havia actuat al seu municipi. Per aquest motiu considerà que no hi havia dol falsari. Una de les frases que cridà més l'atenció de la sentència fou que "falsedat en dret penal és un concepte normatiu que no equival a mentida o a relat incompatible amb la veritat".
La Fiscalia anuncià que havia posat el 7 de gener de 2009 davant la Sala Civil i Penal del Tribunal Superior de Justícia de les Illes Balears (TSJIB) un anunci de recurs sobre la sentència absolutòria emesa per la Sala en el marc del cas Cavallistes. L'escrit hagué de ser remès al Tribunal Suprem espanyol.
El tinent fiscal de Balears Ladislao Roig Bustos no va presentar cap recurs davant el Tribunal Suprem espanyol (TS) contra la resolució que absolia els 13 imputats del cas Cavallistes, malgrat que Roig havia anunciat la interposició d'un recurs que n'afectava 10. Així, la Sala Segona del TS notificà el 10 de març de 2009 als implicats del cas que el recurs havia quedat desert i que, per tant, la sentència absolutòria de la Sala Civil i Penal del Tribunal Superior de Justícia (TSJIB) ja era ferma. A més, el TS també va decidir imposar a la Fiscalia el pagament de les costes del procés encetat des que el 23 de desembre Roig lliurà un escrit en què anunciava la interposició d'un recurs de cassació que no va tirar endavant.

## Amenaces
El misser de l'acusació popular del cas Cavallistes, Josep de Luis, va presentar el 20 d'octubre de 2010 una denúncia contra l'exbatle de ses Salines Sebastià Vidal per una falta d'amenaces. Vidal, que va estar imputat en la causa i que resultà finalment absolt, va haver de dimitir del càrrec. Els fets que motivaren la denúncia de l'advocat inquer tingueren lloc el mateix dia 20 al capvespre quan ell venia de recollir els seus fills del col·legi. Aleshores, i sempre segons consta en la diligència d'inici per denúncia d'infracció penal, el misser es va creuar amb l'exbatle a un conegut carrer de la capital del Raiguer. L'expolític s'adreçà cap a ell i li preguntà en to amenaçant si el coneixia. De Luis, que anava acompanyat pels seus nins, de 7 i 10 anys, digué que sí que era l'exbatle de ses Salines. Vidal, que continuà amb la diatriba i mirant els nins, li entimà: "Només esper que pateixis amb ells el que la meva mare va haver de patir amb mi per culpa teva". De Luis va respondre que ell només es limitava a fer la seva feina tan bé com sabia, tant si acusava com si defensava. L'antic dirigent popular li replicà: "Recorda't de mi, que jo em record de tu i d'aquests nins", amb relació als seus fills. Aleshores, De Luis li va preguntar si l'estava amenaçant i Vidal respongué que "sí, t'estic amenaçant, recorda-ho". Poc després dels fets el misser es dirigí al quarter de la Guàrdia Civil d'Inca per denunciar els fets. Allà confirmà que els seus fills en tot moment havien estat presents en la conversa. També afegí que era el primer cop que rebia amenaces de Vidal i que no l'havia tornat a veure d'ençà que acabà el judici del cas Cavallistes, feia gairebé dos anys.